# Níelsson
Níelsson ist ein isländischer Name.

## Bedeutung
Der Name ist ein Patronym und bedeutet Sohn des Níels. Die weibliche Entsprechung ist Níelsdóttir (Tochter des Níels).

## Namensträger
- Ársæll Níelsson, isländischer Schauspieler und Regisseur
- Brynjar Níelsson, isländischer Politiker

Siehe auch:
- Nielsson, Nielsen, Nielssen, Nilssen, Nilsen
- Nielson, Nilson, Nilsson